# Je t'ai eu
Je t'ai eu (Prank Patrol) est une émission de télévision canadienne pour enfants en cent épisodes de 25 minutes produite par Apartment 11 Productions et Marvista Entertainment, et diffusée du 6 septembre 2005 au 26 février 2010 sur YTV.
Doublée au Québec, elle a été diffusée à partir du 26 août 2010 sur Vrak.TV.

## Synopsis
Elle repose sur le principe de la caméra cachée : chaque semaine, Andy et une équipe de ninjas préparent des tours à jouer à une victime peu méfiante. Avec l'aide d'experts, pouvant convaincre aux victimes des plaisanteries comme des super pouvoirs incroyables, le débarquement d'extraterrestre ou un gorille intelligent[incompréhensible].